# Drohiczany (Białoruś)
Drohiczany (biał. Драгічаны, Drahiczany; ros. Дрогичаны, Drogiczany) – wieś na Białorusi, w obwodzie grodzieńskim, w rejonie wołkowyskim, w sielsowiecie Izabelin.
W dwudziestoleciu międzywojennym leżały w Polsce, w województwie białostockim, w powiecie wołkowyskim, w gminie Izabelin.